# 霍罗多克市镇 (赫梅利尼茨基州)
霍罗多克市级市镇（烏克蘭語：Городоцька міська громада）是乌克兰赫梅利尼茨基州赫梅利尼茨基區的一个市镇，行政中心为霍罗多克市。市镇面积为631.46平方公里，人口数量为31,681人（2018年）。

## 聚居点
该市镇包括一个城市（霍罗多克市）和39个村庄。